# سایپا دیزل
سایپا دیزل، یکی از شرکت‌های فعال خودروسازی در ایران است. این شرکت در زمینهٔ تولید خودروهای سنگین و نیمه‌سنگین، مانند انواع کامیون و اتوبوس فعالیت دارد.
این شرکت در ابتدا با نام «ایران کاوه» توسط اصغر قندچی تأسیس شد. با وقوع انقلاب ۱۳۵۷، در جریان مصادرهٔ اموال و دارایی‌ها، این کارخانه به همراه دیگر اموال اصغر قندچی مصادره شد. پس از مصادره، نام این کارخانه به «سایپا دیزل» تغییر پیدا کرد.

## تاریخچه

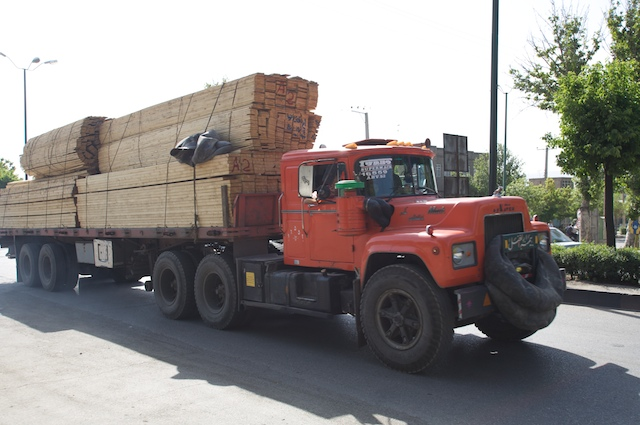
ماک ساخت ایران کاوه

شرکت سایپادیزل در تاریخ ۲۸ تیرماه سال ۱۳۴۲ توسط اصغر قندچی با نام ایران کاوه تأسیس شد و با انعقاد قرارداد انحصاری با شرکت ماک تراکس فعالیت خود را با مونتاژ کامیون‌های ماک و ساخت انواع تریلر آغاز نمود. تعداد کامیون‌های تولیدی ایران‌کاوه طی مدت همکاری با شرکت ماک تراکس تا سال ۱۳۵۷ بالغ بر ۷٬۵۰۰ دستگاه گردید. به دنبال مصادرهٔ ایران کاوه و توقف تولید کامیون‌های ماک در سال ۱۳۵۷، نام شرکت را به «سایپا دیزل» تغییر دادند. اصغر قندچی که پس از مصادرهٔ کارخانه‌اش دوباره به کار تعمیرکاری ماشین‌های سنگین روی آورده بود، دربارهٔ تغییر نام ایران کاوه می‌گوید که «به خاطر عِرق به کشور و علاقه به کاوهٔ آهنگر، نام «ایران کاوه» را برگزیدم. کاوه یک حقیقت بود، ما که اختراع نکردیم. منتها بعدها خراب کردن اسم «کاوه» و ما را! همه را با هم خراب کردند، همین طایفه‌ای که هیچ علاقه‌ای به صنعت نداشتند!»
شرکت سایپادیزل به‌منظور بهره‌گیری از ظرفیت‌های موجود در ایجاد اشتغال، مونتاژ سایر وسایل نقلیه در بخش حمل‌ونقل جاده‌ای بار و مسافر را، در دستور کار خود قرار داد.
در سال ۱۳۶۳ پس از بررسی‌های انجام‌شده در خصوص راه‌اندازی خط جدید تولید کامیون، قرارداد ساخت و تولید کامیون‌های ولوو اف۱۲ در تیپ‌های ۴×۶، ۲×۶، ۲×۴ با شرکت ولوو تراکس منعقد گردید. انعقاد قرارداد تولید تریلرهای کفی با شرکت گوشا یوگسلاوی، از دیگر اقدامات برجستهٔ سایپادیزل طی این سال بود.
در روند تولید طی سال‌های ۱۳۶۳ تا ۱۳۸۰، تولید کامیون‌های ولوو ان‌ال۱۲ و اف۱۲ به میزان بیش از ۱۰٬۰۰۰ دستگاه و با حدود ۵۲٪ خودکفایی حاصل گردید.
اما در پی وضع قانون استانداردهای زیست‌محیطی، موسوم به استانداردهای «یورو» توسط اتحادیهٔ اروپا و عدم تجهیز کامیون‌های شرکت‌های حمل‌ونقل بین‌المللی ایران به موتورهای دارای استانداردهای آلایندگی، شرکت سایپادیزل با بزرگ‌ترین بحران دوران حیاتش مواجه گشت.
این شرکت، در مواجهه با بحران حاصل از عدم مجوز تردد کامیون‌ها در جاده‌های اروپایی، با هدف بازسازی ناوگان حمل‌ونقل جاده‌ای کشور به‌ویژه در بخش ترانزیت، اقدامات گسترده‌ای را آغاز نمود و سرانجام با انعقاد قرارداد جدید با شرکت ولوو تراکس، کامیون‌های ولوو اف‌اچ۱۲ و ان‌اچ۱۲ که هم‌اکنون مجهز به موتورهای با استاندارد آلایندگی یورو ۳ می‌باشند، در خط تولید محصولات سایپادیزل جای گرفتند.
با توجه به نقل و انتقال سهام سهامدار عمدهٔ این شرکت (شرکتهای سایپا و نیوان ابتکار) و تغییر سهامداران عمده در اسفند ماه ۱۳۹۵، سهامداران جدید این شرکت در تاریخ ۹۶/۰۲/۱۶ شامل شرکت‌های تجارت الکترونیک خودرو تابان تاخت، توسعه‌گستر برنا و ستارهٔ سفیران آینده معرفی گردیدند. لازم است ذکر شود، پیش از انتقال سهام، شرکت سایپا معادل ۴۱٫۵ درصد و شرکت نیوان ابتکار معادل ۱۵٫۲ سهام این شرکت را دارا بودند.

## محصولات تولیدی
شرکت سایپادیزل با کمک فناوری روز اروپا و کامیون‌های جدید ولوو، در سال ۱۳۸۱ بیش از ۹۰٪ از سهم بازار در بخش کامیون‌های کشندهٔ سنگین را، در بازار ایران در اختیار داشت.
از طرف دیگر خلاء موجود در بخش نیمه‌سنگین و احساس نیاز مبرم به بازسازی ناوگان فرسودهٔ داخل در این بخش از بازار، معرفی کامیون‌های ولوو مدل اف‌ام۹ و رنو میدلام را به دنبال داشته است.
شرکت سایپا دیزل امروزه در زمینهٔ عرضهٔ کامیون در بخش‌های سبک، متوسط، نیمه‌سنگین و سنگین در بیش از ۲۳ مدل و همچنین انواع تریلر و اتاق بار، فعالیت می‌نماید.
ظرفیت تولید سایپادیزل در حال حاضر ساخت ۲۰٬۰۰۰ دستگاه انواع کامیون و ۶٬۰۰۰ دستگاه انواع تریلر و اتاق بار می‌باشد.

## شرکای تجاری
شرکت سایپادیزل نیز همانند دیگر خودروسازهای ایرانی، فعالیت‌های تولیدی آن در حوزهٔ مونتاژ محصولات خودروسازهای اروپایی و بعضاً آسیایی خلاصه می‌شود.
این محصولات در شرکت سایپادیزل، به ۵ شرکت، محدود می‌شوند، که در عمل، شرکای تجاری سایپادیزل محسوب می‌شوند، که عبارتند از:
- شرکت ولوو تراکس
- شرکت رنو تراکس
- شرکت دانگ فنگ
- شرکت یوتانگ
- شرکت فوتون موتور